# Emporium (Roma)

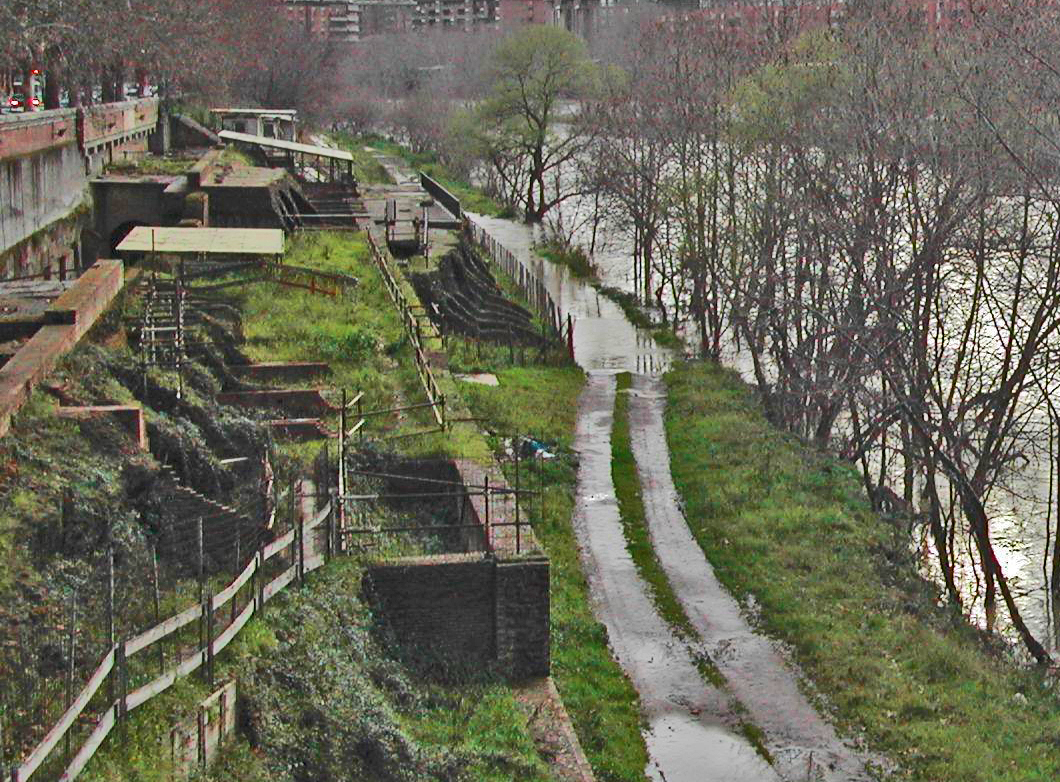
Excavaciones de las estructuras del Emporium.

El Emporium era el antiguo puerto fluvial de la ciudad de Roma, situado aproximadamente entre el Aventino y el Testaccio (el rione que recibe su nombre del monte de fragmentos creado por la acumulación de residuos de las actividades comerciales del puerto).

## Historia
Desde principios del siglo II a. C. el impetuoso desarrollo económico y demográfico de Roma había hecho totalmente insuficiente el viejo puerto fluvial del Foro Boario, que no podía ser ampliado debido a su cercanía a las colinas. Por esto en el 193 a. C. los ediles Marco Emilio Lépido y Lucio Emilio Paolo decidieron solucionar el problema construyendo un nuevo puerto en una zona libre en el límite de la ciudad, al sur del Aventino. En esta ocasión también se construyó el Porticus Emilia.
En el 174 a. C. el Emporium fue pavimentado en piedra y subdividido por barreras con escalinatas que descendían al Tíber. Este era el punto de desembarque de las mercancías y materias primas (principalmente mármol, grano, vino y aceite) que, llegadas por mar al puerto de Ostia, remontaban el Tíber en barcazas remolcadas por búfalos (camino de sirga). Con el paso de los siglos, los fragmentos de ánforas, que eran los recipientes en los que se transportaban en la época los alimentos líquidos, se acumularon en montaña, componiendo el Monte Testaccio: de esto procede el nombre antiguo de Mons Testaceum, el «monte de los fragmentos». El número de las ánforas acumuladas se estima en unos 25 millones.
En la época de Trajano, las estructuras del Emporium fueron reconstruidas en opus mixtum, mientras que la llanura del Testaccio se fue llenando progresivamente de almacenes, en particular de cereales, con un ascenso vertiginoso cuando se inició la distribución gratuita de grano y otros productos alimenticios a la población de la ciudad, a partir de la época de los Gracchi.
El puerto fue excavado entre 1868 y 1870 durante las obras de encauzamiento del Tíber y de nuevo en 1952. Actualmente hay algunos tramos visibles empotrados en los muros de contención del Lungotevere Testaccio: un muelle de unos 500 metros de longitud y 90 de profundidad con escalones y rampas hacia el río, con bloques de travertino que sobresalen para amarrar los barcos, semejante al del puerto romano de Aquilea (que sin embargo está mejor conservado). Durante la construcción del moderno barrio de Testaccio reaparecieron varios restos de almacenes y la tumba del cónsul Servio Sulpicio Galba, uno de los sepulcros individuales más antiguos que se conservan.